# Municipio de Monroe (condado de Pickaway)
El municipio de Monroe (en inglés: Monroe Township) es un municipio ubicado en el condado de Pickaway en el estado estadounidense de Ohio. En el año 2010 tenía una población de 1234 habitantes y una densidad poblacional de 11,48 personas por km².

## Geografía
El municipio de Monroe se encuentra ubicado en las coordenadas 39°39′7″N 83°11′24″O / 39.65194, -83.19000. Según la Oficina del Censo de los Estados Unidos, el municipio tiene una superficie total de 107.53 km², de la cual 104,59 km² corresponden a tierra firme y (2,73 %) 2,93 km² es agua.

## Demografía
Según el censo de 2010, había 1234 personas residiendo en el municipio de Monroe. La densidad de población era de 11,48 hab./km². De los 1234 habitantes, el municipio de Monroe estaba compuesto por el 98,14 % blancos, el 0,65 % eran afroamericanos, el 0,16 % eran amerindios, el 0,41 % eran de otras razas y el 0,65 % eran de una mezcla de razas. Del total de la población el 0,24 % eran hispanos o latinos de cualquier raza.